# University Centre in Svalbard

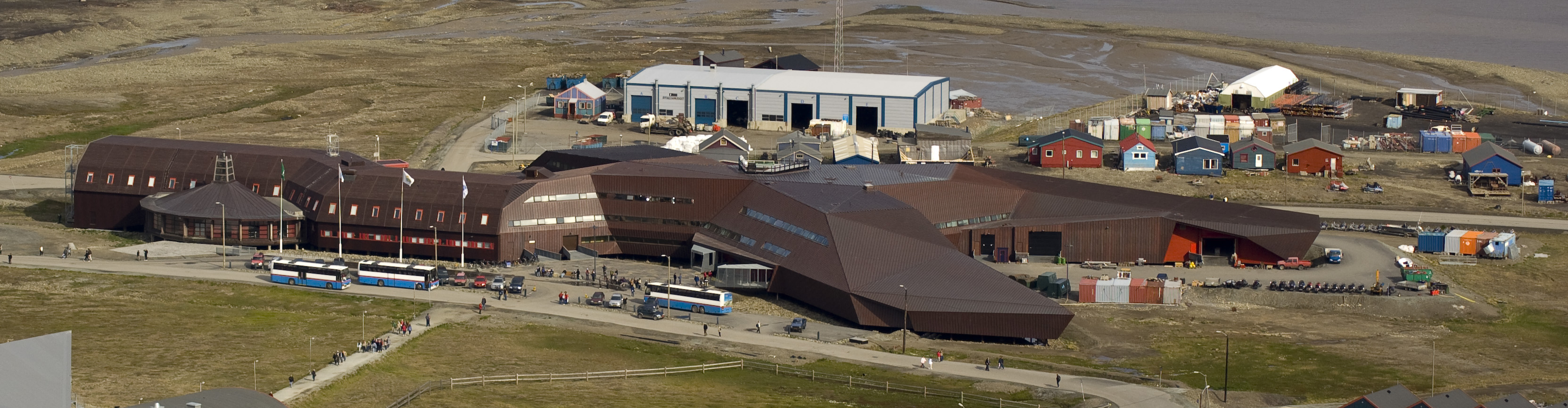
Hauptgebäude des University Centre in Svalbard

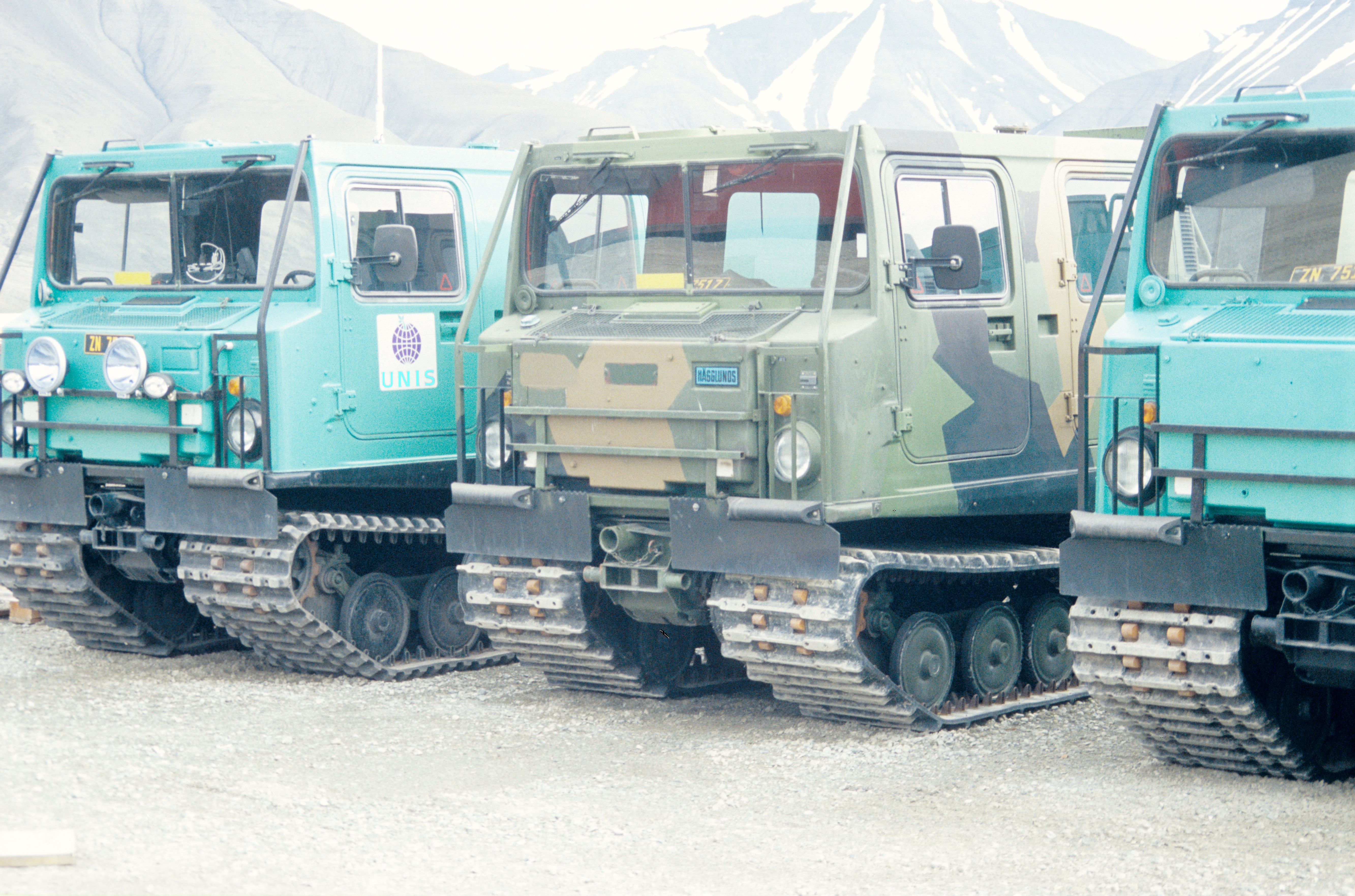
Bv206 des UNIS

Das University Centre in Svalbard (UNIS) ist ein Universitätszentrum, das quasi eine Außenstelle der Universitäten in Oslo, Bergen, Tromsø und der Technisch-Naturwissenschaftlichen Universität Norwegens ist. Hauptaufgaben sind die universitäre Forschung und Ausbildung in Arktischen Wissenschafts- und Technologiefeldern sowie die Etablierung Spitzbergens als Forschungsort für arktische Studien.
Das UNIS befindet sich in Longyearbyen. Der Lehrbetrieb begann 1993 in den Fachbereichen Arktische Geologie und Arktische Geophysik. Im Jahr 1994 kam das Fachgebiet Arktische Biologie und 1996 die Arktische Technologie hinzu. Die Studenten kommen primär aus Norwegen, Deutschland, Russland und den übrigen EU-Staaten. Gelehrt wird ausschließlich auf Englisch. Im Gebäude des UNIS befindet sich auch das Svalbard Museum zur Geschichte und Fauna Spitzbergens.
Diese bildet das Zentrum des Svalbard Science Centre (SSC), einem internationalen Forschungszusammenschluss verschiedener Forschungsinstitute, die auf Spitzbergen aktiv sind. Das UNIS betreibt zahlreiche Außenstationen, wie die Aurora-Station in Adventdalen.
UNIS arbeitet mit zahlreichen privaten Institutionen zusammen und beherbergt und betreibt Forschungsequipment anderer Forschungsinstitutionen, wie eine Bodenstation der TUBSAT-Satellitenflotte.
Um die Feldforschung und Feldstudien des akademischen Lehrpersonals und der Studenten in der hohen Arktis unter expeditionsgleichen Bedingungen zu ermöglichen, unterhält das UNIS einen eigenen Fahrzeugpark mit Bv206, Wasserfahrzeugen und einer universitätseigenen Waffenkammer. Für den richtigen Umgang mit der Ausrüstung und Wildnisfähigkeiten führt das UNIS am Anfang des akademischen Jahres einen eigenen Lehrgang für Wildnisfähigkeiten durch. Der bestandene AS-101 Arctic Survival and Safety Course ist Voraussetzung für die weitere Teilnahme an Feldexkursionen. Zudem stellt das UNIS auf ihrer Webseite umfangreiche HSE Informationen bereit.
Während einige Studenten im 2014 eröffneten nahe gelegenen Studentenwohnheim leben, sind eine Vielzahl der Studenten in ehemaligen Grubenarbeiterbaracken im Ortsteil Nybyen untergebracht und benutzen ein Mountainbike für die Fahrt zum Universitätsgebäude.